# Erigorgus attenuatus
Erigorgus attenuatus är en stekelart som beskrevs av Dasch 1984. Erigorgus attenuatus ingår i släktet Erigorgus och familjen brokparasitsteklar. Inga underarter finns listade i Catalogue of Life.